# Inchdrewer Castle
Inchdrewer Castle ist die Ruine eines Tower House in der Gemeinde Banff in der schottischen Council Area Aberdeenshire. Die Burg aus dem 16. Jahrhundert steht auf einer kleinen Erhöhung etwa 5,5 km südwestlich von Banff über der Banff Bay. Die Burg wird von Historic Environment Scotland als historisches Bauwerk der Kategorie A gelistet.

## Frühe Geschichte
Man weiß nicht, wann die Burg genau errichtet wurde, aber dies muss irgendwann Anfang bis Mitte des 16. Jahrhunderts geschehen sein, entweder in der Regierungszeit von König Jakob IV. oder Jakob V. Es gibt unterschiedliche Schreibweisen des Namens: Inch Druar Castle, Inchdruar Castle, Inchdruer Castle, Inchdrewir Castle oder Inchdrewr Castle. Ursprünglich gehörte das Anwesen der Familie Curror oder Currour, aber 1557 kaufte es Walter Ogilvy (1509–1558), Laird der feudalen Baronie Dunlugas in Banffshire, und es wurde zum Hauptsitz seiner Familie. James Currour war ein Notar in Banff und steht mit etlichen von Dunlugas’ Verträgen und Pachten in Verbindung.
Während des späten 16. Jahrhunderts ließen die Ogilvies aus Dunlugas die Burg renovieren und erweitern; zum Beispiel wurden verschiedene Gebäude im Hof und ein bemerkenswerter, runder Turm mit einem Rittersaal im 1. Obergeschoss hinzugefügt. Ein Gesetz, das die Ländereien George Ogilvy, 1. Lord Banff, zusprach, wurde von König Karl I. von England Ende Juni 1633 ratifiziert. George war der Sohn von Walter Ogilvy und ein flammender Royalist und Unterstützer des Königs gegen die Kovenanter. Nach einem Angriff der Kovenanter unter General Robert Monro 1640 verblieb von Inchdrewer Castle nur eine Ruine; eine weitere Immobilie der Familie, ein Stadthaus, wurde ebenfalls verwüstet. George Ogilvy wurde 1642 in den Hochadel erhoben und wurde der 1. Lord Banff.
George Ogilvy, 3. Lord Banff, erbte das Anwesen, als sein Vater, der 2. Lord Banff, am 10. September 1668 starb. 1713 wurde der 3. Lord Banff ermordet und die Burg durch einen Brand zerstört; seine Leiche war darin eingeschlossen.
1746 wurde die Burg von Truppen unter der Führung des Duke of Cumberland im Zuge der Jakobitenaufstände angegriffen. Ende des 18. Jahrhunderts wurden weitere Restaurierungsarbeiten durchgeführt.
Als William Ogilvy, 8. Lord Banff, am 4. Juni 1803 starb, fiel das Anwesen an dessen Schwester Jean (oder Jane), die mit Sir George Abercromby, 4. Baronet (1750–1831), Gutsherr von Birkenbog in Banffshire, verheiratet war. Ihr Sohn, Sir Robert Abercromby, 5. Baronet (1784–1855), folgte ihr nach. Dieser wurde 1812 für den Wahlkreis Banffshire ins britische House of Commons gewählt, aber vier Jahre später hielten ihn finanzielle Schwierigkeiten davon ab, sich wieder zur Wahl aufstellen zu lassen. 1820 bat er König Georg IV., ihm den Titel eines Lord Banff zuzugestehen, der seit 1803 ruhte oder erloschen war, nachdem der 8. Lord Banff verstorben war. Dies sollte fortgesetzt werden, indem seine Mutter zur Baroness Banff erklärt würde oder ihm der Titel des Lord Banff verliehen würde. Aber der Bitte wurde nicht stattgegeben.

Grundriss des Erdgeschosses von Inchdrewer Castle 1887 mit verfallenen Teilen („ruinous“)

Als Eigentümer folgten Sir George Samuel Abercromby, 6. Baronet (1824–1872), Sir Robert John Abercromby, 7. Baronet (1850–1895) und Sir George William Abercromby, 8. Baronet (1886–1964). Der Hauptsitz der Abercrombys war Forglen House in Turriff. Die Burg war in einem ausreichend guten Erhaltungszustand, dass sie bis 1836 verpachtet werden konnte, danach wurde die Burg aufgegeben und verfiel. Im 1887 veröffentlichten Architekturbuch von McGibbon und Ross zeigt der Grundriss des Erdgeschosses bereits zwei Teile des Gebäudes als verfallen.

## Spätere Geschichte
1962 oder 1963 verkaufte der kinderlose Sir George William Abercromby, 8. Baronet die Burg an Graf Robin Mirrlees. Renovierungsarbeiten wurden 1965 vermutlich vom Architekten Oliver Hill vorgenommen, auch wenn seine undatierten Pläne nicht vollständig umgesetzt wurden. Nach seinem Besuch 1966 berichtete der Schriftsteller und Geschichtswissenschaftler Nigel Tranter, dass die Arbeiten am Mauerwerk begonnen hätten, aber er beschrieb das Gebäude als „ruinösen Rohbau eines Hauses“. Es wurden einige strukturelle Restaurierungsarbeiten unternommen und die Burg wurde in geringem Umfang repariert, gerade ausreichend, um es 1971 „wind- und wasserdicht“ zu machen. Aber es wurde dann wieder aufgegeben und verfiel weiter. Es war seit 1836 unbewohnbar gewesen und Mirrlees hatte dort nie gewohnt. Innen hatte man nur rudimentäre Arbeiten durchgeführt. Die Leute in der Gegend glauben, das einzige Mal, dass die Innenräume in dieser Zeit genutzt wurden, war 1971, als man ein Schild zur Erinnerung an die Fertigstellung der Außenarbeiten anbrachte.
Historic Scotland hat Inchdrewer Castle im Februar 1972 als historisches Bauwerk der Kategorie A gelistet. Über den schlechte Zustand des Anwesens zeigte sich der Scottish Civic Trust in seinem Bericht aus dem Jahre 1999 besorgt. Eine Inspektion durch Beamte der Grafschaft Aberdeenshire im Februar 2008 ergab, dass Inchdrewer Castle „Zeichen der Vernachlässigung zeigte“ und alle Fensterscheiben eingeschlagen waren. Weiterer Verfall wurde im Oktober 2010 festgestellt; man sagte, dass es „am Rande der Ruinierung“ stand. Dennoch musste man im Dezember 2012 weiteren Verfall feststellen.
Mirrlees starb am 23. Juni 2012. Er hatte seinen Sohn enterbt und hinterließ das Anwesen seinem Enkel im Teenageralter. Zusammen mit dem Titel Baron of Inchdrewer wurde die Burgruine im April 2013 zum Verkauf angeboten und im November 2013 kaufte sie Olga Roh, früheres Valentino- und Versace-Model und Besitzerin von Rohmir, für etwa 400.000 £. Roh war nie in Schottland gewesen und hatte die Burgruine vor dem Kauf nicht gesehen, aber sie plante, sie zu restaurieren, sodass sie für Modeaufnahmen, als Drehort für Filme oder als Wohnhaus genutzt werden könnte. Weitere Vorschläge waren die Nutzung als Ferienhaus für Freunde oder als Boutiquehotel.

## Architektur

Grundriss des 1. Obergeschosses von Inchdrewer Castle 1887

Zunächst wurde ein einfaches Tower House mit L-förmigem Grundriss aus behauenem Bruchstein, der mit Werkstein verkleidet wurde, errichtet. Ende des 16. Jahrhunderts erfolgte als Erweiterung in südlicher Richtung der Anbau eines Rundturms. Im Inneren des neuen Turms befand sich eine Treppe. Im Norden und Süden des Hofes erfolgten in dieser Bauphase weitere Anbauten. Neue Eingänge wurden angebracht und der ursprüngliche Zugang im 1. Obergeschoss verschlossen. An der Westseite wurde ein schmaler, Rundbogeneingang geschaffen und in der Südfassade ein breiterer Haupteingang installiert.
Weitere architektonische Details in der ganzen Burg waren zum Beispiel mit Zinnen versehene und durch Konsolen unterstützte Aufsätze auf den Türmen, Tourellen über dem 1. und 2. Obergeschoss, eine große, verlängerte Öffnung in der Wand des Rittersaals im 1. Obergeschoss, die diesen mit Licht versorgte, und Schießscharten im Südwestturm. Die Fenster, die Ende des 18. Jahrhunderts eingesetzt wurden, unterscheiden sich von denen in früheren Teilen des Gebäudes, da sie größer und regelmäßiger geformt sind.
Die 1971 fertiggestellten Restaurierungen machten das Gebäude wind- und wasserfest; es wurden zusätzliche Fenster eingesetzt und die zerbrochenen Scheiben der vorhandenen erneuert, aber da die Burg dann wieder sich selbst überlassen wurde, führten Witterungseinflüsse, verstärkt durch Vandalismus, zu weiterem strukturellen Verfall. 2013 war die Burg in ruinösem Zustand und als Wohnstatt ungeeignet.

## Aberglaube und Geistertreiben
In Zeitungsgeschichten aus dem 21. Jahrhundert wird berichtet, dass der Geist des ermordeten Georg Ogilvy, 3. Lord Banff, in der Burg umgeht. Nigel Tranter besuchte Inchdrewer Castle nochmals in den 1970er-Jahren und ein großer, weißer Hund, den er für einen Samojeden hielt, sprang aus der Burg, als er mit einem örtlichen Maurer näherkam. Er konnte sich nicht erklären, wie der Hund sieben Tage lang in der Burg eingeschlossen gewesen sein konnte; man sandte ihm aber später ein Exemplar des Magazins Vogue, in der geschrieben stand, dass die Burg „von einer weißen Frau in Gestalt eines weißen Hundes heimgesucht werde“.